# The Irish Rover
The Irish Rover ist ein irisches Volkslied, das von einem fiktiven Segelschiff namens Irish Rover berichtet, das von Cork mit Bestimmungsort New York in See sticht. Das Schiff wird übertrieben groß dargestellt, mit 23 oder sogar 27 Masten und einer gewaltigen, teilweise ziemlich unnützen Ladung („We had five million hogs, six million dogs, seven million barrels of Porter“ – „Fünf Millionen Schweine, sechs Millionen Hunde, sieben Millionen Fässer Bier“). Schiff und Besatzung haben unterwegs mit vielerlei Widrigkeiten zu kämpfen, nach sieben Jahren auf See erleidet die Irish Rover schlussendlich Schiffbruch und der Erzähler bleibt der einzige Überlebende, so dass niemand sein Seemannsgarn widerlegen könnte. Das Lied wurde von zahlreichen Volksmusikern interpretiert, mitunter mit verändertem Liedtext.
Die Ursprünge des Liedes liegen im Dunkeln, ein Liederverzeichnis aus dem Jahr 1966 schreibt es dem eher unbekannten Liedermacher J. M. Crofts zu.
Die wohl berühmteste Aufnahme stammt von den Gruppen The Dubliners und The Pogues, welche es 1987 auf Platz Nummer 8 in den britischen Singlecharts und auf Platz 1 in den Irish Single Charts schaffte.

## Coverversionen
Die Flensburger Band Santiano nahm 2012 eine Version des Liedes für ihr Album Bis ans Ende der Welt auf, ebenso wie die Band Fiddler’s Green aus Erlangen für ihr 2011 erschienenes Album Wall of Folk.
Auf dem Album Rattenplage von Michael Völkel alias Spielmann Michel ist das Lied in einer instrumentalen Fingerstyle-Gitarrenversion enthalten. Eine weitere bekannte Coverversion stammt von den Dropkick Murphys. 2022 coverten die Kilkenny Band zusammen mit Mr. Hurley & Die Pulveraffen das Lied.

## Trivia
- The Irish Rover ist einer der populärsten schottischen Gesellschaftstänze, welcher zu der Musik des Lieds getanzt wird.
- Slugger O’Toole, eine Figur des Liedes, dient als Namensgeber für eine der größten Politikwebseiten Nordirlands.[5]
- In Ausgabe 26 der Comicserie Preacher zählt Cassidy seine Trinkkumpanen aus New York auf, die namentlich alle dem Lied entspringen.